# Chaoborus obscuripes
Chaoborus obscuripes is een muggensoort uit de familie van de pluimmuggen (Chaoboridae). De wetenschappelijke naam van de soort is voor het eerst geldig gepubliceerd in 1859 door van der Wulp.